# Serie 32 grandes éxitos: Melissa
Comentarios generales a cerca de éste álbum: CD recopilatorio de Melissa publicado en el año de 1998.
En el 2012 salió una nueva versión del álbum con cambios en la portada, distribuida con la licencia de Universal Music, con los mismos temas y el mismo orden que ya tenía el álbum original en 1998, para quienes no tuvieron la oportunidad de adquirir el álbum en su primera edición.

## Temas
Track-list CD-1:
1. “No Soy Una Señora”.
2. “Me Estoy Sintiendo Sola”.
3. “Noches Eternas”.
4. “Confesiones” (a dúo con Jermaine Jackson).
5. “A Punto De Caramelo”.
6. “Perdiendo El Control”.
7. “A Volar”.
8. “Por Fortuna”.
9. “Siempre Y Porque Sí” (a dúo con Ricardo Montaner).
10. “Despacio”.
11. “Rock En Fantasía”.
12. “Ésta Vez Es Amor De Verdad”.
13. “Sé De Un Lugar”.
14. “Sobreviviré”.
15. “Oh (Vuelvo A Sentir)”.
16. “Otra Noche Contigo”.

Track-List CD-2:
1. “Cuestión De Feeling” (a dúo con Riccardo Cocciante).
2. “No Vale La Pena”.
3. “Vete”.
4. “Abre Tu Corazón”.
5. “Una Especie En Extinción”.
6. “Ojos Mudos”.
7. “Sé Que Es Amor”.
8. “Dame Tu Amor”.
9. “Altamente Peligroso”.
10. “Alguien Que Vive Sola”.
11. “Somos Tú Y Yo”.
12. “Todo Es Un Círculo”.
13. “Tu Amor Se Va”.
14. “Abeja Reina”.
15. “En Tus Brazos Otra Vez”.
16. “Potpurri: Una Y Otra Vez—Dulces Sueños—Apartate”.

## Singlesextraídos delálbum“Serie 32 Grandes Éxitos: Melissa”
NINGUNO, porque se trata de un álbum recopilatorio (sin canciones nuevas) no se extrae singles para promoción en la radio.
- Datos: Q9076273